# たべもの新世紀
『たべもの新世紀』（たべものしんせいき）は、NHKのテレビで2001年4月1日から2007年3月18日まで放送された、食に関する情報番組である。

## 概要
「明るい農村」「明るい漁村」以来の流れを汲む食と農漁業に関する総合情報番組として、毎回ひとつのメインとなる食材をテーマに定め、その生産の現場と食材を使った料理法を取り上げてきた。近年は“食育”の重要性が叫ばれるようになったこともあり、その点を番組内容に反映させた。2007年4月8日より「産地発!たべもの一直線」という後番組に生まれ変わった。

## 司会者
- 桜井洋子（アナウンサー）
- 合瀬宏毅（解説委員。専門分野：農林水産）

## 放送時間
総合テレビ、NHKワールド・プレミアム
- 日曜日 6:15 - 6:50

教育テレビ
- 金曜日 12:00 - 12:35

衛星第2テレビ
- 水曜日 2:30 - 3:05

なお毎月最終週は『月刊やさい通信』を放映するため休止された。

## テーマ曲
- - 2005年3月
  - ゴスペラーズ
- 2005年4月 - 2007年3月
  - 平川地一丁目